# 德奧多羅體育場
德奧多羅體育場是一座位於巴西里約熱內盧德奧多羅的室外體育場。2016年夏季奧林匹克運動會七人制橄欖球比賽與2016年夏季奧林匹克運動會現代五項的馬術賽事將於此舉行。2016年夏季帕拉林匹克運動會七人制足球比賽也將於此舉行。